# Rhytidocaulon
Rhytidocaulon es un género de plantas fanerógamas de la familia Apocynaceae. Contiene 15 especies. Es originario de África donde se encuentra en Etiopía, Kenia, Somalia, Arabia: Omán, Arabia Saudita, Yemen.

## Descripción
Son tallos erectos suculentos o arbustos que alcanzan los 5-30 cm de alto, poco ramificados (a partir de un tallo principal distinta), ortótropo; el látex es incoloro (o ligeramente lechoso). Los brotes son suculentos, con corteza suberosa (en los más viejos especímenes), de color marrón oscuro, verde (a menudo blanquecinas por la cubierta de cera), cilíndricas, de 2-50 cm de largo, 0.7-2.5 mm de ancho, tetrangular, con los ángulos redondeados. Las hojas son rápidamente caducas, reducidas a escamas, fuertemente ascendentes; las escalas suculentas, de 0.15-0.3 cm de largo, elípticas, lanceoladas o triangular-deltadas, es ápice obtuso, con estípulas glandulares, globosas.
Las inflorescencias son extra axilares en mayor número a lo largo de los lados de los tallos, con 1-3-de flores, 1 flor abierta en cada momento, sésiles (ligeramente hundidas en los tallos); raquis persistente; los pedicelos son prácticamente obsoletos, densamente pubescentes, papilosos a puberulosos, con tricomas cortos, sin color. 

## Taxonomía
El género fue descrito por Peter René Oscar Bally y publicado en Condollea 18: 335. 1962.

## Especies
| - Rhytidocaulon arachnoideum T.A.McCoy - Rhytidocaulon baricum Thulin - Rhytidocaulon ciliatum P.Hanáček & M.Řičánek - Rhytidocaulon fulleri Lavranos & Mortimer - Rhytidocaulon macrolobum Lavranos - Rhytidocaulon mccoyi Lavranos & Mies - Rhytidocaulon paradoxum P.R.O.Bally - Rhytidocaulon piliferum Lavranos - Rhytidocaulon pseudosubscandens T.A.McCoy - Rhytidocaulon richardianum Lavranos - Rhytidocaulon sheilae D.V.Field - Rhytidocaulon specksii T.A.McCoy - Rhytidocaulon splendidum T.A.McCoy - Rhytidocaulon subscandens P.R.O.Bally - Rhytidocaulon tortum (N.E.Br.) M.G.Gilbert |